# Eremobelba bella
Eremobelba bella är en kvalsterart som beskrevs av Hammer 1982. Eremobelba bella ingår i släktet Eremobelba och familjen Eremobelbidae. Inga underarter finns listade i Catalogue of Life.